# 中華民國特種警察
中華民國特殊任務警力編組，有別於行政警察、刑事警察的一種專業警察，中華民國的特種警察可分為中央政府以及地方政府兩個層級，中央政府層級的特警隊，為內政部警政署責成內政部警政署保安警察第一總隊第三大隊於1992年所編製成立的維安特勤隊及2017年12月25日成立的內政部警政署刑事警察局除暴特勤隊（警備隊任務編組）。地方政府層級的特警隊隸屬於直轄市政府警察局刑事警察大隊（臺北市）、保安警察大隊（高雄市及其他直轄市）或各縣市警察局保安警察隊的特殊任務警力編組，簡稱霹靂小組。保安警察是一種專業警察的種類，但不等同於特種警察，特種警察受過更專精的武器及戰術訓練，如臺北市政府警察局刑事警察大隊特勤中隊或高雄市政府警察局保安警察大隊特勤中隊等。

## 裝備

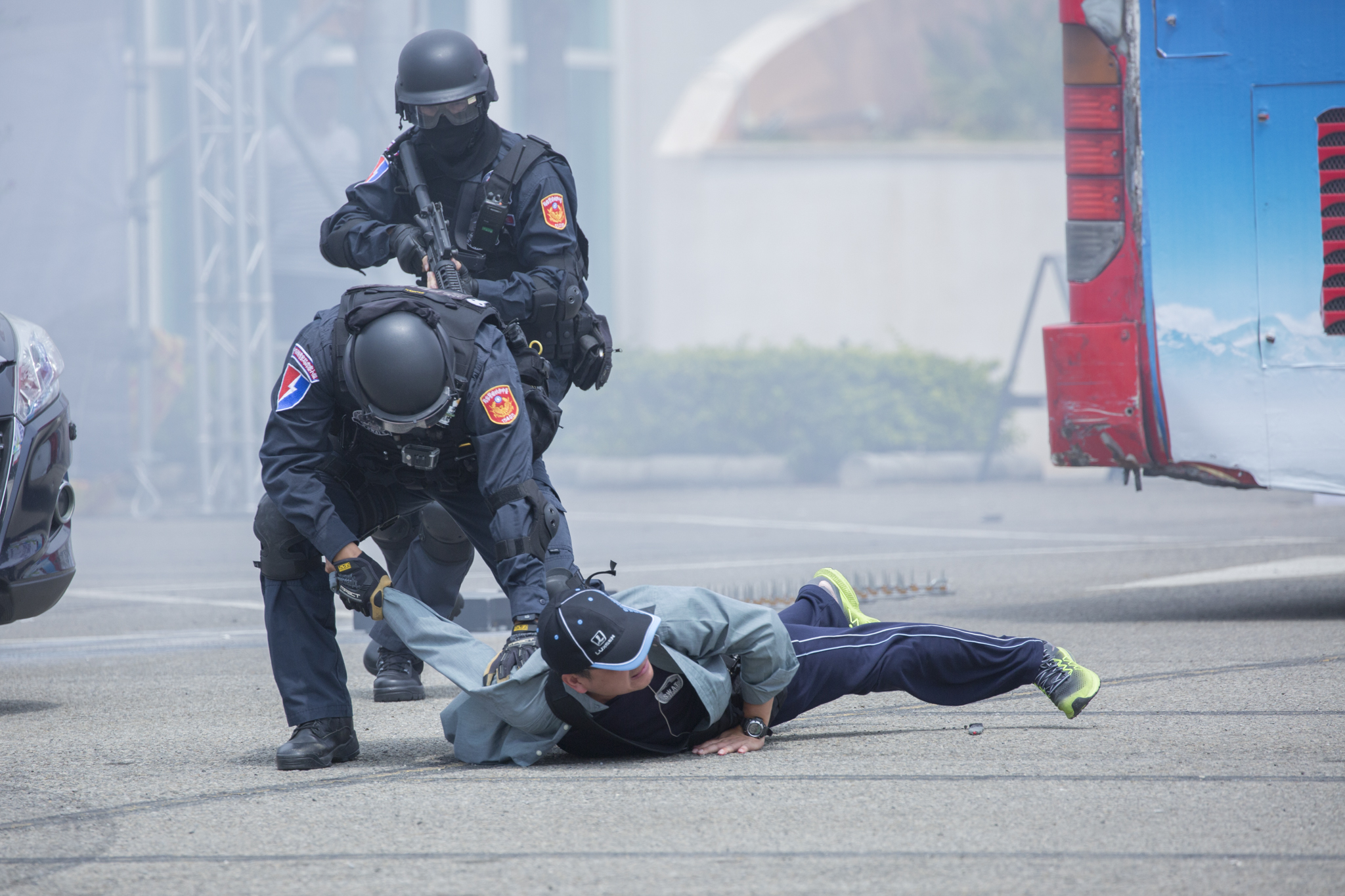
臺中市政府警察局保安警察大隊霹靂小組

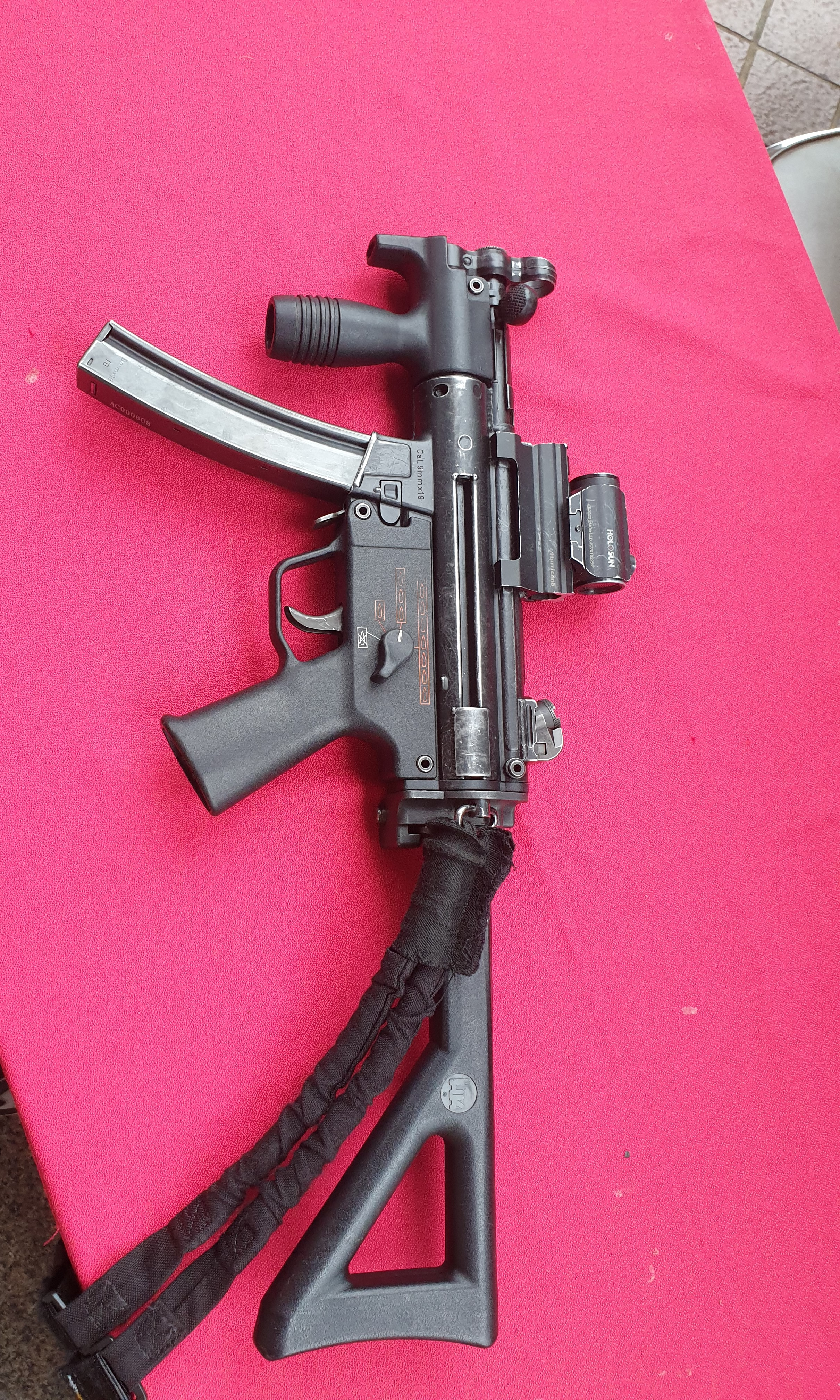
由臺北市政府警察局刑事警察大隊特勤中隊使用之HK MP5K衝鋒槍

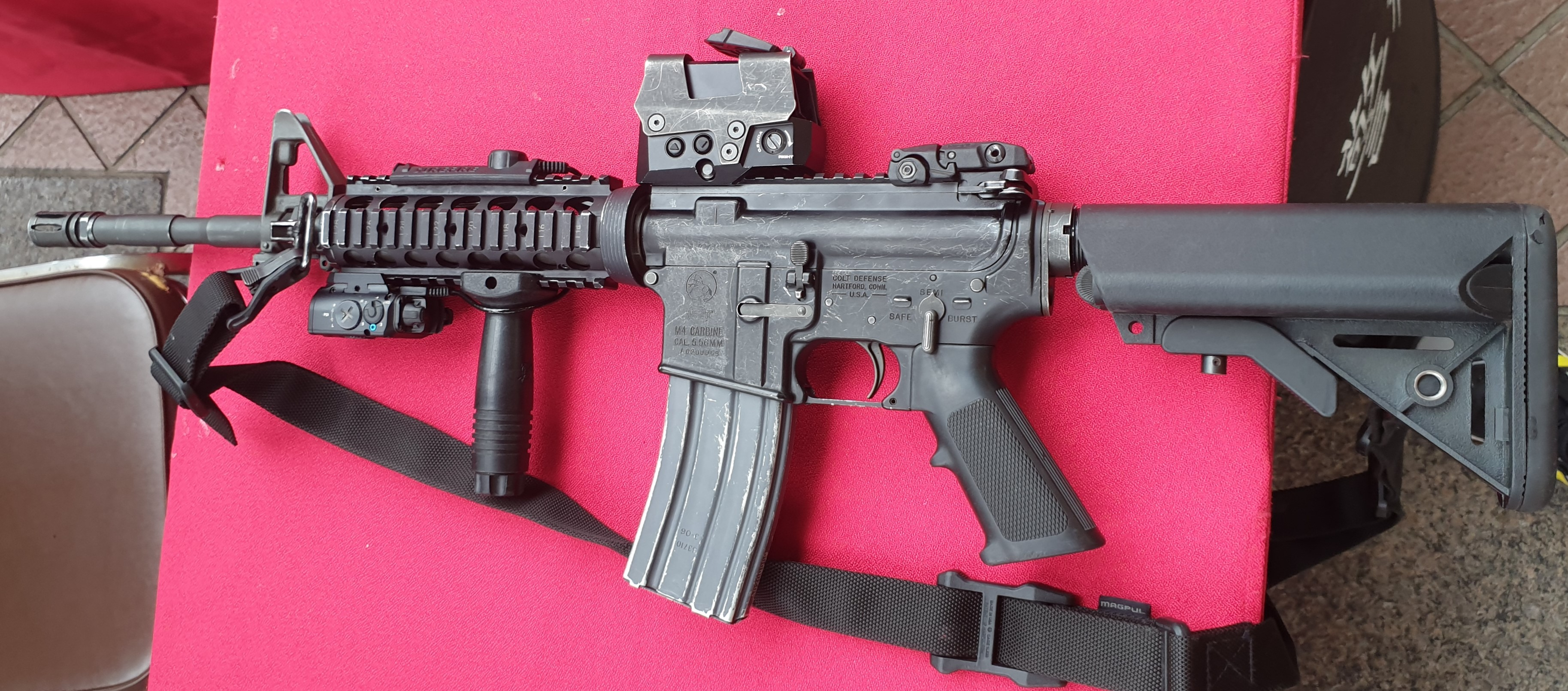
由臺北市政府警察局刑事警察大隊特勤中隊使用之柯特M4卡賓槍

## 歷史
1985年，最後一任軍職轉警職的前警政署署長羅張任內，開始針對臺灣各地警察勤務狀況成立特種勤務機動警網（現稱特殊任務警力），首先於保安警察第一總隊石牌營區成立特種勤務小隊，1987年下半年度因應任務需求擴大整編為特種勤務分隊，1989年再度擴大整編為現今特種勤務中隊的編制分布於全台灣。由於勤務以「霹靂」為代號，所以通稱為霹靂小組，是中華民國第一支擁有先進武器與專業戰術的特種警察部隊。成軍之初，由於購買特種勤務裝備執行有窒礙問題，執行「務本專案」向聯勤總部採購國造T65突擊步槍取代老舊的M1卡賓槍，並將海關查獲烏茲衝鋒槍移交霹靂小組，後續仍向聯勤採購防彈頭盔、防彈盾牌等器械充實裝備。訓練方面，在保一總隊石牌營區設立警察訓練基地，除了有來自中華民國國軍特種勤務隊與美國洛杉磯警察局的種子教官外，並聘請馬尚仁編寫“機動反應警力”警察綜合應勤技能訓練教材，在內政部警政署警察訓練基地指揮部教授綜合應用拳技，逮捕術，特種勤務鎮暴，特勤警棍，馬尚仁亦成立「技能師資班」，並擔任技能師資班總教官一職，落實訓練工作。

## 中央政府層級的特種警隊
- 內政部警政署保安警察第一總隊維安特勤隊
- 內政部警政署刑事警察局除暴特勤隊
- 海洋委員會海巡署海巡特勤隊

## 各直轄市政府警察局保安警察大隊

### 臺北市

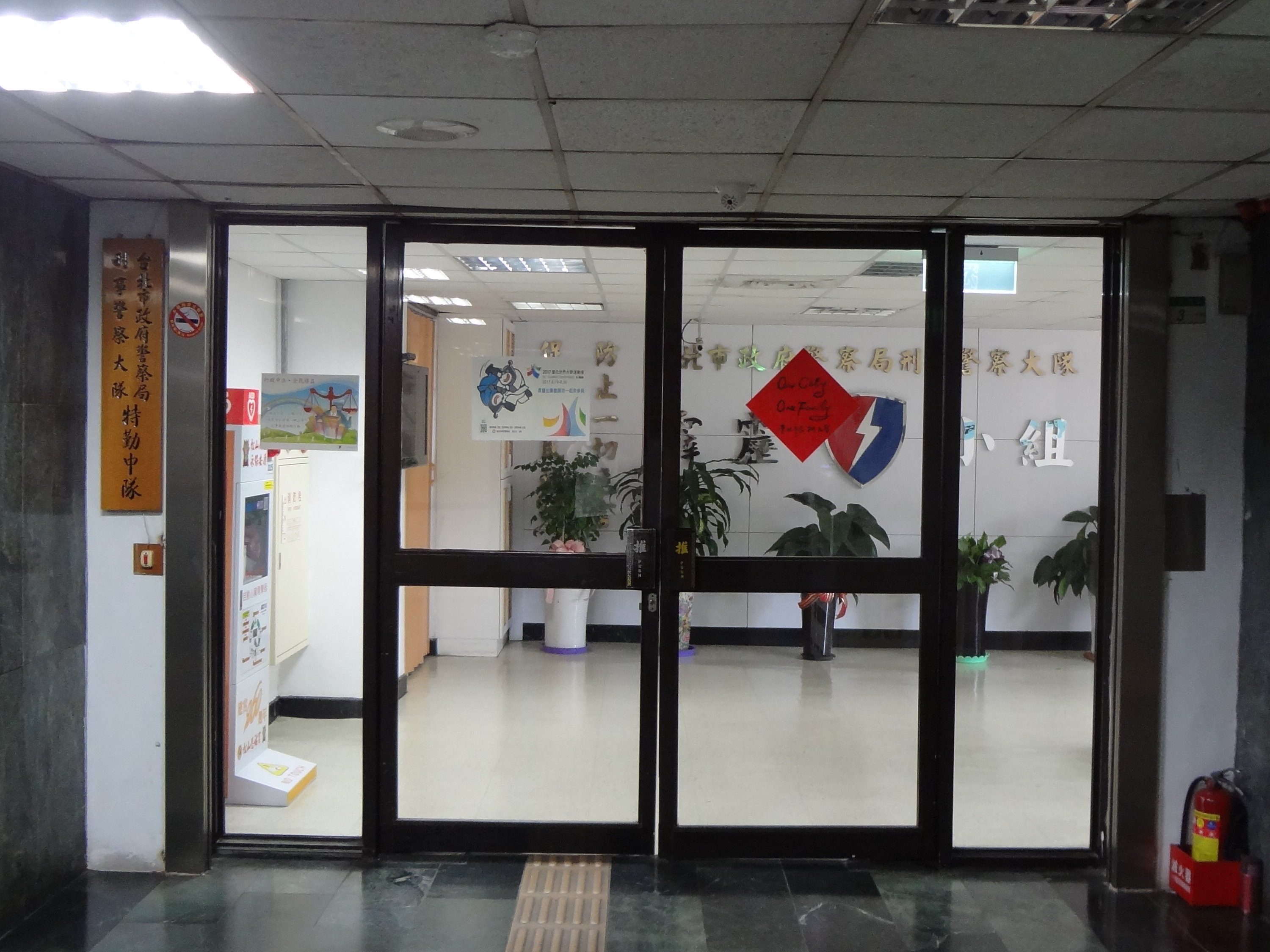
臺北市政府警察局霹靂小組

臺北市政府警察局保安警察大隊於1968年配合臺北市由省轄市改制為院轄市而設立，因任務需要，經多次修編，現核定編制員額635人。大隊部下設四組、三室、一中心、六個中隊，專責聚眾防處、機動巡邏、快速打擊犯罪，有效維護社區治安，加強為民服務，1992年間學運及聚眾活動頻繁，霹靂小組出勤發揮震懾效果，但引起臺北市議員質疑學運活動出動霹靂小組鎮壓之正當性，經臺北市議會決議1994年12月保安警察大隊霹靂中隊組織編制移撥至刑事警察大隊至今。

### 新北市
新北市政府警察局保安警察大隊，置大隊長1人、副大隊長1人，目前下設行政、督察、後勤等3組，秘書室、人事室、會計室、勤務指揮中心等3室1中心；外勤保安警力現有2個中隊、1個警衛隊，大隊部置第一中隊下設3分隊（含特殊警力任務編組分隊）、第二中隊下設3個分隊、市府警衛隊。編制員額539人，現有警力315名。（101年11月）

### 桃園市
桃園市政府警察局保安警察大隊，置大隊長1人、副大隊長1人，目前下設行政組、督察組、後勤組、保防組、資訊室、人事室、會計室、勤務指揮中心等共四組、三室、一中心；外勤保安警力現有三個中隊、數個支隊及數個小隊。編制員額334名，現有警力162人。

### 臺中市
臺中市政府警察局保安警察大隊，置大隊長1人、副大隊長1人，下設特勤中隊、第一中隊、第二中隊、府會園區警察隊、勤務指揮中心、會計室、後勤組、人事室、行政組、保防組、督察組。

### 臺南市
臺南市政府警察局保安警察大隊，置大隊長1人、副大隊長1人，目前下設保安組、督察組、秘書室、人事室、會計室等2組3室；外勤保安警力現有2個中隊4個分隊。編制員額312人，現有警力171名。

### 高雄市
高雄市政府警察局保安警察大隊，置大隊長1人、副大隊長1人，目前下設行政組、督察組、後勤組、秘書室、勤務指揮中心、人事室、會計室等三組三室一中心；外勤保安警力現有六個中隊（特勤、警衛、黎明、迅雷、雷霆、雄岡）。

## 裝備[6]
- 個人裝備
  - 基本裝備
    - 瓦爾特PPQ M2 NPA手槍
    - 地面部隊單兵護甲系統
    - 防彈頭盔
    - 防彈衣
    - 無線電話機（含收、發式抗噪耳機）
    - 警銬
    - 警笛
    - 手電筒
    - 裝備攜行袋
    - 攀降裝備組

  - 參考選配裝備
    - 戰術防彈頭盔
    - 戰術背心
    - 戰術手套
    - 護目鏡
    - 護膝
    - 護肘
    - 聯勤T75防毒面具
    - 鋼（鐵）質伸縮警棍（結合破窗尾蓋）
    - 防護型噴霧器
    - 瑞士刀（多功能刀具組）
    - 手槍槍燈
- 小組裝備
  - 基本裝備
    - 聯勤T65K2突擊步槍
    - 柯特M16A2突擊步槍
    - 柯特M4／M4A1卡賓槍
    - HK53卡賓槍
    - IMI迷你烏茲衝鋒槍
    - HK MP5衝鋒槍
    - 震撼彈
    - 防彈盾牌
    - 望遠鏡
    - 急救箱（包）
    - 警車（含車裝無線電臺）

  - 參考選配裝備
    - 電器警棍（棒）
    - 防暴網
    - 隨身攝影器材
    - 探照燈
    - 快瞄器
    - 夜視鏡
    - 雷射指引器
    - 防彈毯
    - 束帶
    - 地圖
- 小隊裝備
  - 基本裝備
    - 破門工具

  - 參考選配裝備
    - 手提喊話器
    - 窺管（可控式光纖觀察器）
    - 伯奈利M3 Super 90霰彈槍
- 分隊裝備
  - 基本裝備
    - 斯泰爾SSG 69狙擊步槍
    - 斯泰爾精英狙擊步槍
    - 精密國際AW狙擊步槍
    - SIG SSG 2000狙擊步槍

  - 參考選配裝備
    - 雷射測距儀
    - 突擊鋁梯
    - 裝甲救援車
- 中隊裝備
  - 參考選配裝備
    - 攻堅平臺車

## 歷史事件
- 323佔領行政院事件：2014年3月24日凌晨，200名臺北市政府警察局刑事警察大隊特種勤務中隊隊員在擔服機動保安警力勤務時，驅散違法在太陽花學運行政院廣場靜坐活動以及闖入行政院的參與者[7]。該行動於當日清晨6點前完成，造成多名學生、警察、民眾、醫護人員以及台灣團結聯盟立法委員周倪安受傷送醫[8][9]。該行動過程中特種警察的任務定位受到多方的指责與質疑[10]。
- 2015年高雄監獄挾持事件 : 2015年2月11日傍晚，法務部矯正署高雄監獄發生中華民國首起劫獄事件，高雄市政府警察局保安警察大隊特勤中隊在晚上包圍監獄；6名嫌犯於12日凌晨舉槍自盡。
- 2015年西門町雙屍案：2015年1月13日發生在臺北市西門町的一起命案，天道盟不倒會份子陳福祥在峨眉停車場謀殺了販毒集團成員蔡宗育與蔡鎧陽。臺北市政府警察局刑事警察大隊特種勤務中隊幹員荷槍實彈強勢破門攻堅，不費一槍一彈即將陳福祥逮捕歸案。